# 雪野小春
雪野 小春（ゆきの こはる、1983年11月18日 - ）は、日本の元ストリッパー、元AV女優。

## 略歴
東京都出身。2002年4月11日、東洋ショーでストリッパーとしてデビュー。同劇場所属。
同年10月、AVデビュー。以来、AVに、グラビアに、ストリップにと活動を続ける。
2004年12月の東洋ショー公演を最後に休業。

## 人物
趣味は旅行、音楽鑑賞

## 作品

### アダルトビデオ
2002年
- ムーディーズ娘。③ 連続全裸レイプ殺人事件（10月1日、MOODYZ）- 共演：紋舞らん、百華、京野真里奈、藤木那奈[1]
- 雪野小春をいぢる。（11月15日、MOODYZ）[1]

2003年
- COVER GIRL（5月20日、イマージュ）他出演:朝香美穂、鮎川さゆき
- 女の真相4時間ドキュメント~女がやりたい異常SEX!~（8月21日、ビデオバンク）他出演:横井くるみ、松浦美和
- 実録女狩りタクシー（11月10日、アレックス）他出演:藤井琴美
- モロ出し 水中運動会（11月20日、イマージュ）他多数出演

2004年
- ムーディーズ娘。BEST（2月1日、MOODYZ）- 共演：矢田あき、桜田由加里、紋舞らん ほか※総集編[1]
- ゴールデンシャワー2（10月1日、MOODYZ）- 他出演：南波杏、小泉キラリ、苺みるく ほか※総集編[1]

2005年
- 女ノ尻（6月4日、BACKS）- 共演：朝比奈りり子